# Bordun

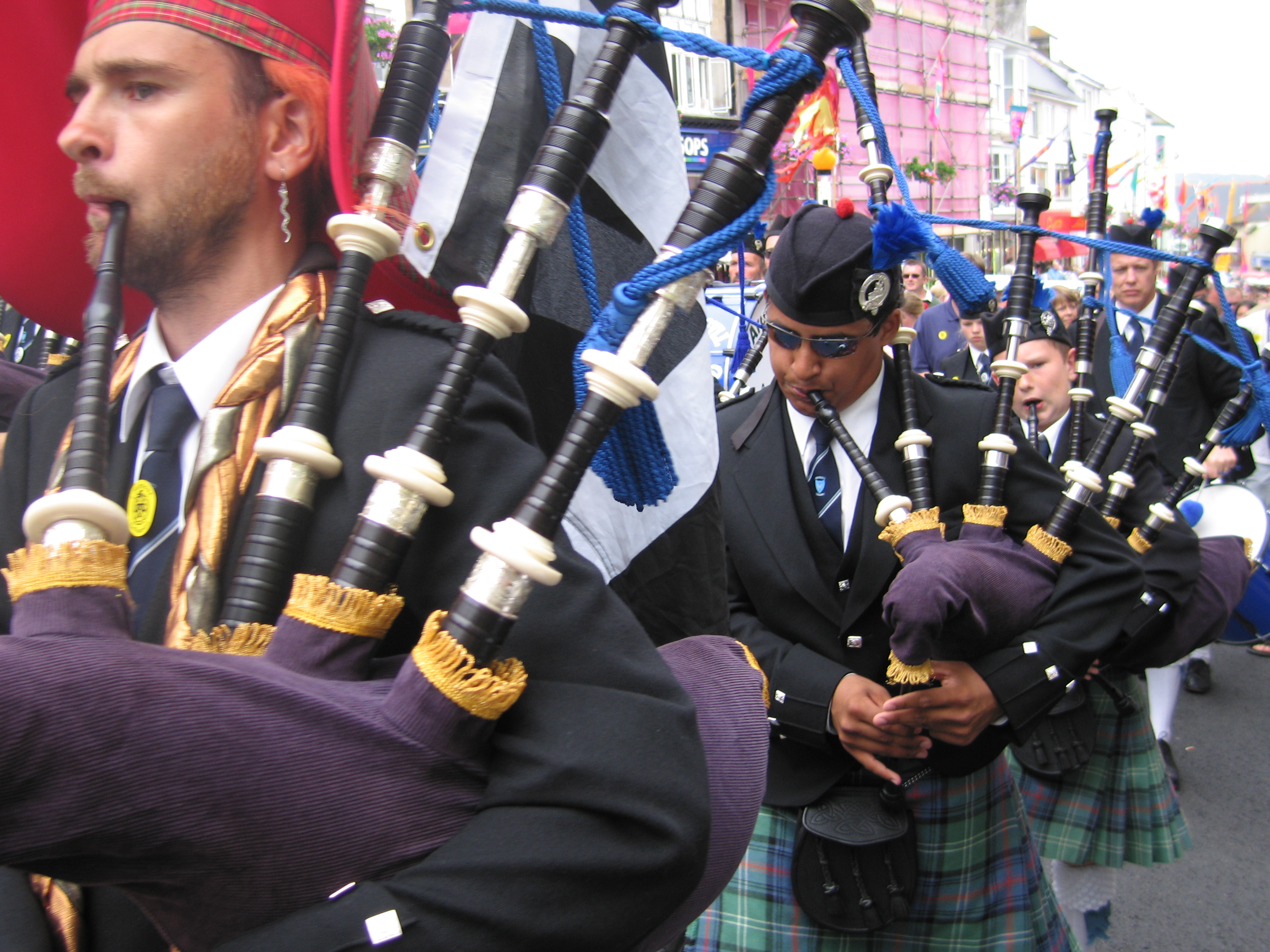
Säckpipor från de Skotska högländerna. De tre piporna som ligger mot spelarens vänstra axel avger oföränderliga borduntoner, medan pipan som pekar nedåt under säcken kan spelas en melodi på som på en flöjt.

Bordun (från franskans bourdon, "humla") är en oförändrad, ofta låg, ton som ackompanjerar en melodi. Den var vanlig i medeltida musik, och därför har många ålderdomliga musikinstrument som säckpipa, vevlira och mungiga bordunfunktioner. Bordunen är typisk för dessa instrument med särskilda strängar eller pipor i instrumentets basläge vars tonhöjd inte kan förändras, så kallade bordunsträngar eller -pipor. Vid spel ljuder dessa oavbrutet. Bordunsträngar finns till exempel på vevlira (vielle) och äldre varianter av nyckelharpa, och bordunpipor hos säckpipan.
Bordunen kan på vissa instrument stängas av (som hos uilleann pipe), hos andra ljuder den ständigt. Den stäms ofta till melodins grundton, ibland även till kvinten.
Bordunfunktionen är vanlig i musik med en annan tonalitet än den i västerlandet vanliga ackordbaserade; denna typ av musik baseras istället på en grundton. Exempel är musik från arabvärlden, Östeuropa och Indien, så kallad raga, men även äldre nordisk folkmusik.
Bordun kan också avse en orgelpunktartad basstämma, som bygger på samma princip; att en ton fungerar som ackompanjemang genom en hel melodi. I västerländsk kyrkomusik kallas en baston som sträcker sig över flera takter och spelas av orgeln för bordunton.
I dagens elektronmusik refererar man ofta till borduntoner med den engelska termen drone.